# Charadra deridens
Charadra deridens là một loài bướm đêm thuộc họ Noctuidae. Nó được tìm thấy ở Ontario, Quebec, New Brunswick, Nova Scotia, đảo Prince Edward, British Columbia, Saskatchewan và Manitoba in Canada, phía nam through hầu hết Hoa Kỳ ngoại trừ các bang tây nam.

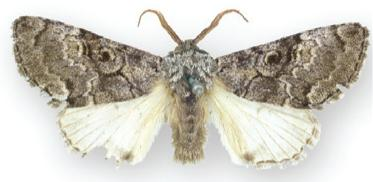
Charadra ingenua, hiện tại được coi là đồng nghĩa của Charadra deridens

Sải cánh dài 38–48 mm. Con trưởng thành bay từ tháng 5 đến tháng 8 in the north. They have an extended season in Florida.
Ấu trùng ăn lá của beech. Other recorded hosts include cây cáng lò (hay cây bulô), cây đu, cây thích và cây sồi.